# Wallace Fortuna dos Santos
Wallace Fortuna dos Santos, genannt Wallace, (* 14. Oktober 1994 in Rio de Janeiro) ist ein brasilianischer Fußballspieler. Der Rechtsfuß wird als Innenverteidiger eingesetzt.

## Karriere

### Verein
Wallace begann seine Karriere 2010 bei seinem Jugendverein Cruzeiro EC aus Belo Horizonte. Er schaffte es von hier bereits in die Auswahl der U-20-Nationalmannschaft und 2013 den Sprung in das Erstligateam des Vereins. Wallace spielte hauptsächlich in den Jugendmannschaften des Vereins. Der Wechsel ins Erstligateam bedeutete 2013 für ihn hauptsächlich ein Verweilen auf der Bank. Ohne einen Einsatz wurde er als Reservespieler brasilianischer Meister 2013. Seinen ersten Einsatz in der brasilianischen Série A hatte Wallace am 20. April 2014 in der Folgesaison 2014. Beim 1:2-Auswärtssieg von Cruzeiro über den EC Bahia stand er in der Startelf.
Zur Saison 2014/15 wechselte Wallace in die portugiesische Primeira Liga zu Sporting Braga. Ende August 2014 wurde er bis zum Saisonende in die französische Ligue 1 an die AS Monaco für ein Jahr ausgeliehen. Seinen ersten Einsatz in der obersten französischen Liga hatte Wallace am 27. September 2016 im Spiel gegen OGC Nizza. In dem Spiel wurde er nach der Halbzeitpause für Valère Germain eingewechselt. Mit Monaco gab Wallace auch sein Debüt auf internationaler Klubebene. In der UEFA Champions League 2014/15 am 16. September 2014 gegen Bayer 04 Leverkusen wurde er in der 90. Minute für Geoffrey Kondogbia eingewechselt. In dem Wettbewerb folgten in der Saison noch drei weitere Einsätze.
Ende Juli 2016 bestätigte Wallace auf Instagram seinen Wechsel zu Lazio Rom. Sein erstes Spiel in der italienischen Serie A bestritt Wallace am 21. August 2016. Im Auswärtsspiel gegen Atalanta Bergamo wurde er in der 69. Minute für Cristiano Lombardi eingewechselt. Das erste Tor in dem Wettbewerb markierte Wallace am 20. November 2016. Beim 3:1-Heimspielsieg über CFC Genua erzielte er in der 65. Minute mit dem rechten Fuß das Tor zum Endresultat.
Anfang September 2019 kehrte Wallace auf Leihbasis zu Sporting Braga zurück. Die Leihe wurde auf die Saison 2019/20 befristet. Nach der Leihe wechselte er Ende September 2020 in die Türkei zu Yeni Malatyaspor. Wallace verließ Lazio ablösefrei. Der Klub konnte aber eine Weiterverkaufsklausel vereinbaren, welche ihm 50 % der Summe für einen künftigen Wechsel sicherte. Der Kontrakt erhielt eine Laufzeit über zwei Jahre mit der Option der Verlängerung um ein Jahr. Der Kontrakt wurde im Februar 2022 vorzeitig beendet. Wallace wechselte nach China zum Wuhan Three Towns FC. Der Kontrakt erhielt eine Laufzeit über drei Jahre. Gleich in seinem ersten Jahr konnte der Spieler die Chinese Super League 2022 gewinnen. Dabei trat er in 20 Spielen an und erzielte ein Tor. Im April 2023 gewann Wallace noch den Chinese FA Super Cup.
Im Juli 2023 wechselte er in die VAE, wo er sich dem Al-Ittihad Kalba SC anschloss. Bei dem Klub erhielt einen Dreijahresvertrag. Dieser wurde aber bereits nach Beendigung der Saison 2023/24 beendet.

### Nationalmannschaft
Wallace wurde regelmäßig zu Spielen der brasilianischen Nachwuchsmannschaften berufen und konnte mit diesen verschiedene Titel gewinnen.

## Erfolge
U-20 Nationalmannschaft
- Turnier von Toulon: 2013, 2014
- Valais Youth Cup: 2013

Cruzeiro
- Campeonato Brasileiro de Futebol U-20: 2012
- Staatsmeisterschaft von Minas Gerais: 2014
- Campeonato Brasileiro de Futebol: 2013

Lazio Rom
- Italienischer Supercup: 2017

Sporting Braga
- Taça da Liga: 2019/20

Wuhan Three Towns
- Chinese Super League: 2022
- Chinese FA Super Cup: 2023